# Klimat- och näringslivsdepartementet
Klimat- och näringslivsdepartementet (KN), innan 1 januari 2023 Näringsdepartementet, är en del av det svenska regeringskansliet och där frågor om klimat- och miljöpolitik, energi, näringslivsutveckling, tillväxt och turism handläggs. Departementschef är energi- och näringsminister samt vice statsminister Ebba Busch.  Departementet har cirka 300 anställda varav cirka 25 är politiskt tillsatta tjänstemän.
Det bildades den 1 januari 1969 som Industridepartementet och har sedan dess genomlevt ett antal ombildningar. Klimat- och näringslivsdepartementet huserar på Herkulesgatan 17 i Stockholm. Tidigare har dess säte bland annat varit på Jakobsgatan och i Centralposthuset i Stockholm.

## Historia

### Vägen till ett näringsdepartement
1840 krävde borgarståndet inom ståndsriksdagen inrättandet av ett handels- och industridepartement. Lantmannapartiet, som kom in i riksdagen 1867, krävde i sitt partiprogram en minister för jordbruk, handel och allmänna arbeten. I ett kungligt förslag som under våren 1868 inkommer till riksdagen föreslås inrättandet av ett statsdepartement för jordbruket och de övriga näringarna samt för allmänna arbeten och vissa delar av kommunikationsanstalterna. I statsverkspropositionen 1874 ansågs det nödvändigt med ett statsdepartement för näringarna eftersom det var det "första och oeftergifvliga villkoret för indragande av Kommerskollegium". Kravet på ett näringsdepartement stöddes av civilminister Per Axel Bergström.
En statlig kommitté föreslog 1884 indragandet av Kommerskollegium för att möjliggöra inrättandet av ett näringsdepartement. Civilminister Edvard von Krusenstjerna föreslår inte bara inrättandet av ett statsdepartement för jordbruk, industri och handel. Han föreslår även att det skall arbeta med skiften, avvittring, de allmänna kartverken, stuteriväsendet samt för frågor som från SCB underställdes Kunglig Majestät, samt möjligen även domän och skogsärenden. Under 1885 års riksdag framlades ett förslag av Kunglig Majestät som föreslår inrättandet av ett statsdepartement för jordbruk, industri och handel och samtidigt indragandet av en juristkonsult (konsultativt statsråd). Ett förslag till organisation för det föreslagna näringsdepartementet framlades, där det nya statsdepartementet organiseras i tre byråer:
- handels- och industribyrå
- jordbruksbyrå
- byrå för övriga ärenden

Det planerade statsdepartementet för näringarna föll på Första kammarens motstånd 1888. Lantbruksstyrelsens inrättande (1889) och den senare reorganisationen av Kommerskollegium (1891) försvagade kraven på ett samlat statsdepartement för näringarna. En motion av liberale riksdagsmannen greve Carl Carlsson Bonde krävde i en motion 1869 ett statsdepartement för lantbruk, industri och handel. P.E. Lithander krävede i en motion 1898 att ett statsdepartement för samtliga näringar skall inrättas. I en annan motion kort därefter kräver A. M. Bergenmark i Andra kammaren inrättandet av ett statsdepartement för jordbruk, industri och handel. Första kammaren motsatte sig 1899 inrättandet av ett jordbruksdepartement och vill ha samtliga näringar samlade under ett gemensamt statsdepartement. Jordbruksdepartementet inrättas 1900 vilket försvagar kraven på inrättandet på ett gemensamt näringsdepartement.
1920 inrättades Handelsdepartementet i kontrast till idéerna om ett gemensamt näringsdepartement. Kommunikationsdepartementet inrättades med den siste chefen för det första Civildepartementet som chef för det nya statsdepartementet för kommunikationsanstalterna. Under sommaren 1962 gick det rykten om att AMS-chefen Bertil Olsson skall bli chef för ett industri- och sysselsättningsdepartement. Ryktena infriades dock aldrig.
Efter valförlusten för Socialdemokraterna i kommunalvalet 1966 började man förbereda en departementsreform där den ekonomiska politiken skulle få ett eget statsdepartement. Handelsdepartementet fick bland annat släppa ifrån sig ansvaret för de statliga bolagen. Denna nya ekonomiavdelning placerades under Finansdepartementets jurisdiktion. Statssekreteraren Krister Wickman från Finansdepartementet, som var en av Gunnar Strängs "pojkar", fick uppdraget att leda den nya ekonomiavdelningen. Wickman blev "ekonomiminister" i början av 1967. Hösten 1968 lade justitieminister Herman Kling fram en proposition om inrättandet av ett ekonomiskt näringslivsdepartement. Riksdagen godkände propositionen och gav det nya departementet namnet "Industridepartementet". Den 1 januari 1969 började det nya Industridepartementet sitt arbete, med Krister Wickman som chef.

### Industridepartementet 1969–1991
Det nya Arbetsmarknadsdepartementet börjar den 1 januari 1974 sitt arbete med Ingemund Bengtsson som chef. 1976 släpper den borgerliga regeringen Fälldin I regionalpolitiken från Arbetsmarknadsdepartementet till Industridepartementets domvärjo. Med Handelsdepartementets nedläggning den 31 december 1982 efter Olof Palmes återkomst som regeringschef tog Industridepartementet över ärenden och ämbetsverk från det nedlagda departementet, bland annat Patent- och registreringsverket. Dock inte utrikeshandelsfrågorna, som i stället fördes över till Utrikesdepartementet. Den nya departementsindelningen började gälla den 1 januari 1983.
Med Miljödepartementets inrättande den 1 januari 1987 försvann energifrågorna från Industridepartementet. 1988 lades regionalpolitiken tillbaka under Arbetsmarknadsdepartementets kontroll. Energifrågorna återgick 1990 till att sortera under Industridepartementet. Industridepartementet återtog samma år också regionalpolitiken från Arbetsmarknadsdepartementet. Med den borgerliga valsegern nästföljande år byter Industridepartementet namn till Näringsdepartementet (I) den 22 oktober. Den siste industriministern Per Westerberg blir Sveriges förste näringsminister.

### Näringsdepartementet I 1991–1996
Den 1 december 1991 trädde omorganiseringen av Näringsdepartementet i kraft. Detta betyder att regionalpolitiken flyttade över till Arbetsmarknadsdepartementet. I gengäld övertog Näringsdepartementet frågor gällande biobränslen från Jordbruksdepartementet. Från Civildepartementet (III) övertog Näringsdepartementet frågor gällande näringsfrihet samt ärenden rörande pris och konkurrenspolitiken. Det fanns också planer på att lägga ner Jordbruksdepartementet och flytta över det till Näringsdepartementet men detta stupade på Centerpartiets motstånd.
Skogsärendena övergick 1995 från att ligga under Jordbruksdepartementet, till att hamna under Näringsdepartementets domvärjo.

### Närings- och handelsdepartementet 1996–1998
Med Göran Perssons tillträde som regeringschef våren 1996 bytte departementet namn till Närings- och handelsdepartementet där även utrikeshandeln handlades av ett konsultativs statsråd med titeln handelsminister (1996–1997 Björn von Sydow och 1997–1998 Leif Pagrotsky). Göran Persson hade även planer på att även lägga jordbruket under departementet men han lade dessa planer åt sidan för att inte irritera Centerpartiet.

### Näringsdepartementet II 1999–2014

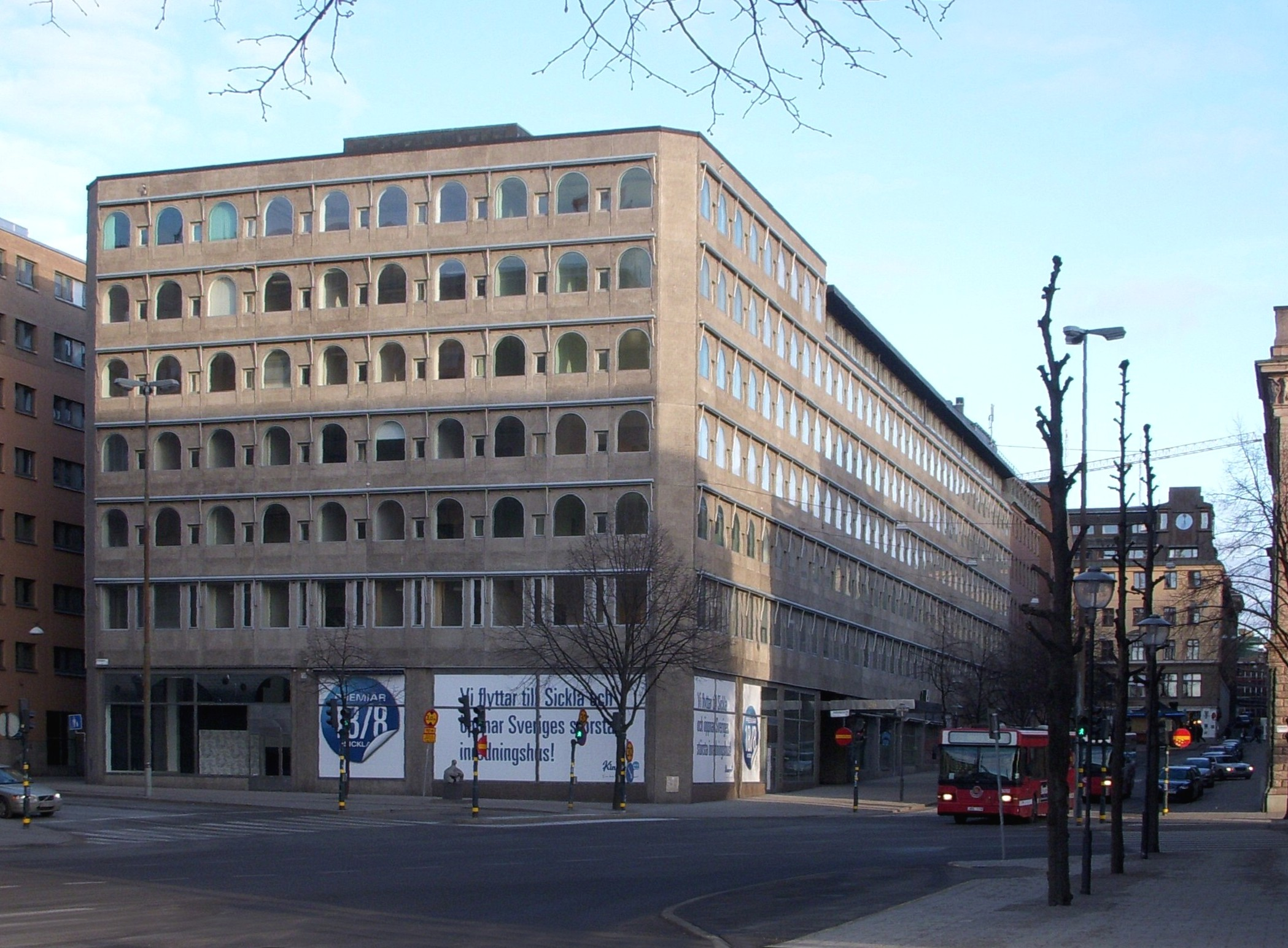
Näringsdepartementets hus vid Jakobsgatan på Norrmalm i Stockholm. Tidigare säte för Näringsdepartementet

Under sommaren 1998 gav statsministern den f.d generaldirektören för Kriminalvårdsstyrelsen Ulf Larsson i uppdrag till att dra upp riktlinjerna till ett gemensamt departement för frågor rörande näringsliv, arbetsmarknad, jämställdhet samt region- och infrastrukturpolitik. Efter höstens riksdagsval meddelar Göran Persson sin regeringsbildning där Kommunikationsdepartementet, Arbetsmarknadsdepartementet, Närings- och handelsdepartementet samt delar av Inrikesdepartementet skall läggas ner och ersättas av ett gemensamt näringsdepartement. Den 1 januari 1999 började det nya Näringsdepartementet (II) sitt arbete med Björn Rosengren som chef för det nya "superdepartementet".
Efter den borgerliga valsegern 2006 flyttades arbetsmarknadsfrågorna till det nya Arbetsmarknadsdepartementet som börjar arbeta den 1 januari 2007. Skogsärendena flyttades samtidigt tillbaka till Jordbruksdepartementet.

### Näringsdepartementet III 2015–2022

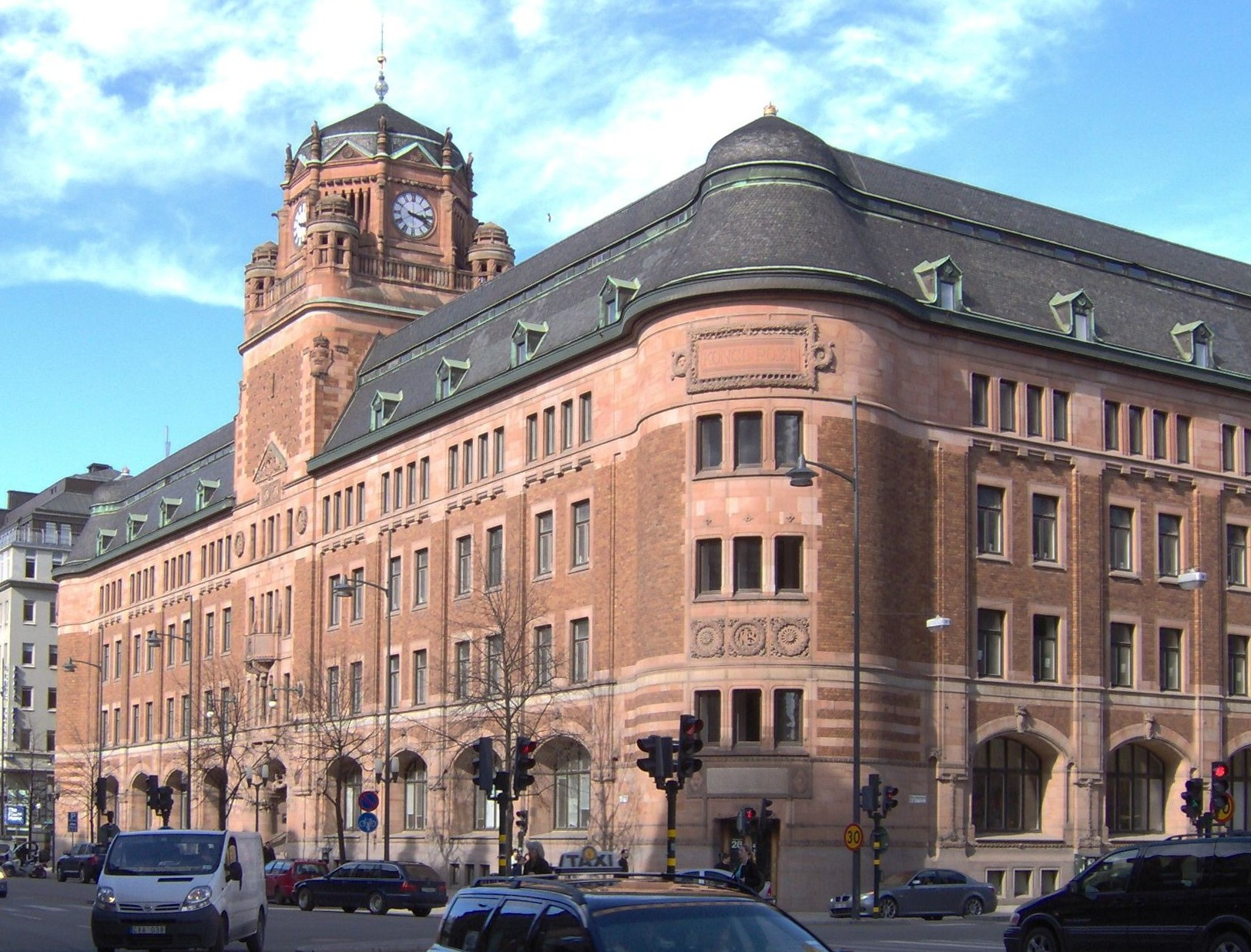
Centralposthuset i Stockholm. Tidigare säte för Näringsdepartementet.

Efter valet 2014 bildade Stefan Löfven en ny regering. I samband med regeringsförklaringen angavs att Landsbygdsdepartementet skulle upphöra. Den 19 december 2014 fattade regeringen beslut om en ändring av instruktionen för Regeringskansliet (SFS 2014:1460) där det av bilagan framgick att dåvarande Landsbygdsdepartementet samt delar av Finans- och Socialdepartementen skulle uppgå i det existerande Näringsdepartementet från och med den 1 januari 2015. Det utökade Näringsdepartementet kom därmed att från och med januari 2015 ha fyra statsråd: Mikael Damberg (departementschef och Närings- och innovationsminister) samt Sven-Erik Bucht, Anna Johansson och Mehmet Kaplan. De sistnämnda tre statsråden fick så kallade § 5-förordnanden i departementet.

### Klimat- och näringslivsdepartementet 2022–
Efter valet 2022 bildade Ulf Kristersson ny regering. I samband med detta bytte departementet namn till Klimat- och näringslivsdepartementet och till statsråd och departementschef utsågs Ebba Busch (energi- och näringsminister). Ebba Busch ansvarar för energifrågor och näringlivsfrågor. På departementet utsågs även Romina Pourmokhtari (klimat- och miljöminister) till statsråd och hon ansvarar för klimatfrågor samt miljöfrågor. Landsbygdsdepartementet återupprättades.

## Statsråd

### Industriminister 1969–1991
Se Sveriges näringsminister

### Näringsminister från 1991
Se Sveriges näringsminister

### Övriga statsråd på Industri- och Näringsdepartementet
| Namn                   | Namn                     | Titel                                              | Ämbetsperiod                     | Politisk tillhörighet | Departement                          |
| ---------------------- | ------------------------ | -------------------------------------------------- | -------------------------------- | --------------------- | ------------------------------------ |
|                        | Olof Johansson           | Energiminister                                     | 1976–1978                        | Centerpartiet         | Industridepartementet                |
|                        | Roine Carlsson           | Biträdande industriminister                        | 1982–1985                        | Socialdemokraterna    | Industridepartementet                |
|                        | Birgitta Dahl            | Energiminister                                     | 1982–1987                        | Socialdemokraterna    | Industridepartementet                |
|                        | Jörgen Andersson         | Bostadsminister                                    | 1994–1996                        | Socialdemokraterna    | Näringsdepartementet                 |
|                        | Björn von Sydow          | Handelsminister                                    | 1996–1997                        | Socialdemokraterna    | Närings- och handelsdepartementet    |
|                        | Leif Pagrotsky           | Handelsminister                                    | 1997–1998                        | Socialdemokraterna    | Närings- och handelsdepartementet    |
|                        | Mona Sahlin              | Arbetsmarknadsminister, biträdande näringsminister | 1998–2002                        | Socialdemokraterna    | Näringsdepartementet                 |
|                        | Ulrica Messing           | Infrastrukturminister                              | 2000–2006                        | Socialdemokraterna    | Näringsdepartementet                 |
|                        | Hans Karlsson            | Arbetslivsminister                                 | 2002–6 oktober 2006              | Socialdemokraterna    | Näringsdepartementet                 |
|                        | Sven-Otto Littorin       | Arbetsmarknadsminister                             | 6 oktober 2006–31 december 2006  | Moderaterna           | Näringsdepartementet                 |
|                        | Åsa Torstensson          | Infrastrukturminister                              | 6 oktober 2006–5 oktober 2010    | Centerpartiet         | Näringsdepartementet                 |
|                        | Anna-Karin Hatt          | IT- och regionminister                             | 5 oktober 2010–29 september 2011 | Centerpartiet         | Näringsdepartementet                 |
| IT- och energiminister | Anna-Karin Hatt          | 29 september 2011–3 oktober 2014                   |                                  | Centerpartiet         | Näringsdepartementet                 |
|                        | Catharina Elmsäter-Svärd | Infrastrukturminister                              | 5 oktober 2010–3 oktober 2014    | Moderaterna           | Näringsdepartementet                 |
|                        | Mehmet Kaplan            | Bostads- och stadsutvecklingsminister              | 3 oktober 2014–18 april 2016     | Miljöpartiet          | Näringsdepartementet                 |
|                        | Anna Johansson           | Infrastrukturminister                              | 3 oktober 2014–27 juli 2017      | Socialdemokraterna    | Näringsdepartementet                 |
|                        | Sven-Erik Bucht          | Landsbygdsminister                                 | 1 januari 2015–21 januari 2019   | Socialdemokraterna    | Näringsdepartementet                 |
|                        | Peter Eriksson           | Bostads- och digitaliseringsminister               | 25 maj 2016–21 januari 2019      | Miljöpartiet          | Näringsdepartementet                 |
|                        | Tomas Eneroth            | Infrastrukturminister                              | 27 juli 2017–21 januari 2019     | Socialdemokraterna    | Näringsdepartementet                 |
|                        | Jennie Nilsson           | Landsbygdsminister                                 | 21 januari 2019–30 juni 2021     | Socialdemokraterna    | Näringsdepartementet                 |
|                        | Anna-Caren Sätherberg    | Landsbygdsminister                                 | 30 november 2021–18 oktober 2022 | Socialdemokraterna    | Näringsdepartementet                 |
|                        | Romina Pourmokhtari      | Klimat- och miljöminister                          | 18 oktober 2022–                 | Liberalerna           | Klimat- och näringslivsdepartementet |

## Statssekreterare

### Statssekreterare hos näringsministern sedan 2014
- Eva Lindström 2014–2018
- Oscar Stenström 2014–2016
- Niklas Johansson 2016–2019
- Stina Billinger 2018–2020, 2021–2022
- Emil Högberg 2019[4]–
- Helena Markstedt 2020–2021[5]

### Övriga statssekreterare på Näringsdepartementet sedan 2014
- Erik Bromander 2014–2016, åt infrastrukturminister Anna Johansson
- Conny Wahlström 2014–2016, åt bostads-, stadsutvecklings- och it-minister Mehmet Kaplan
- Elisabeth Backteman 2014–2019, åt landsbygdsminister Sven-Erik Bucht
- Alf Karlsson 2016–2019, åt bostads- och digitaliseringsminister Peter Eriksson
- Mattias Landgren 2016[6]–2019, åt infrastrukturminister Tomas Eneroth
- Per Callenberg 2019[4]–2021, åt landsbygdsminister Jennie Nilsson
- Oskar Magnusson 2021–2022, åt landsbygdsminister Anna-Caren Sätherberg

## Myndigheter underställda Näringsdepartementet
- Ansvarsnämnden för djurens hälso- och sjukvård
- Bolagsverket
- Boverket
- Centrala djurförsöksetiska nämnden
- E-legitimationsnämnden
- Energimarknadsinspektionen
- Konkurrensverket (KKV)
- Livsmedelsverket (SLV)
- Myndigheten för tillväxtpolitiska utvärderingar och analyser (Tillväxtanalys)
- Patent- och registreringsverket (PRV)
- Patentombudsnämnden
- Skogsstyrelsen
- Statens jordbruksverk (SJV)
- Statens veterinärmedicinska anstalt (SVA)
- Sveriges geologiska undersökning (SGU)
- Sveriges lantbruksuniversitet (SLU)
- Tillväxtverket
- Verket för innovationssystem (Vinnova)

## Aktiebolag underställda departementet
- Almi Företagspartner
- Infranord
- Vectura